# Andrij Nesmaczny
Andrij Mykołajowycz Nesmaczny, ukr. Андрiй Миколайович Несмачний, ros. Андрей Николаевич Несмачный, Andriej Nikołajewicz Niesmaczny (ur. 28 lutego 1979 w Briańsku, Rosyjska FSRR) – były ukraiński piłkarz pochodzenia rosyjskiego, grający na pozycji obrońcy; zawodnik Dynama Kijów, reprezentant Ukrainy.

## Kariera piłkarska

### Kariera klubowa
Gdy miał 2 lata jego rodzice przeprowadzili się z Briańska do Bakczysaraju. W wieku 6 lat poszedł do szkoły i zaczął regularnie trenować piłkę nożną w szkółce piłkarskiej. Po ukończeniu 8. klasy wyjechał do Symferopola, aby uczyć się w Internacie Sportowym. W 1996 roku dostał ofertę od kijowskiego Dynama. Podpisał wówczas kontrakt na grę w drużynie młodzieżowej Dynamo-3 oraz rozpoczął studia na kierunku wychowanie fizyczne, które zakończył z dyplomem w wieku 22 lat. W 1998 roku zaczął grać w pierwszym zespole Dynama prowadzonego wówczas przez Walerego Łobanowskiego. Do 2011 roku był podstawowym zawodnikiem Dynama, występował w Lidze Mistrzów.

### Kariera w reprezentacji Ukrainy
Nesmaczny był także podstawowym zawodnikiem reprezentacji Ukrainy, w której debiutował 26 kwietnia 2000 roku w meczu z Bułgarią wygranym przez Ukraińców 1:0. Uczestniczył w Mistrzostwach Świata 2006, w których grał we wszystkich spotkaniach Ukrainy w pełnym wymiarze czasowym. Ogółem dla reprezentacji zagrał 67 razy.
W roku 2009 został Świadkiem Jehowy, a po wygaśnięciu kontraktu z Dynamem Kijów, w 2011 roku zakończył zawodową karierę sportową.

## Sukcesy i odznaczenia

### Sukcesy klubowe
- mistrz Ukrainy: 1998, 1999, 2000, 2001, 2003, 2004, 2007, 2009
- zdobywca Pucharu Ukrainy: 2000, 2003, 2005, 2006, 2007
- zdobywca Superpucharu Ukrainy: 2004, 2006, 2007
- zdobywca Pucharu Pierwogo Kanału: 2008

### Sukcesy w reprezentacji
- ćwierćfinalista Mistrzostw Świata: 2006

### Odznaczenia
- tytuł Zasłużonego Mistrza Sportu Ukrainy: 2005[2]
- Order „Za odwagę” III klasy: 2006[3].